# Sielsowiet Raśna (obwód brzeski)
Sielsowiet Raśna (s. raśnieński, biał. Расьненскі сельсавет, ros. Рясненский сельсовет) – sielsowiet na Białorusi, w obwodzie brzeskim, w zachodniej części rejonu kamienieckiego. 

## Położenie
Siedzibą sielsowietu jest Raśna. Jednostka podziału administracyjnego sąsiaduje na północy z sielsowietem Wierzchowice, na południu z sielsowietem Ogrodniki, miastem Wysokie i sielsowietem Ratajczyce, na wschodzie z sielsowietem Bieławieżski.  Ponadto sielsowiet znajduje się przy granicy z Polską i na zachodzie graniczy z gminami województwa podlaskiego: Nurzec-Stacja (powiat siemiatycki) oraz Czeremcha (powiat hajnowski). Na terenie sielsowietu znajduje się przejście graniczne Połowce-Pieszczatka.

## Skład
W skład sielsowietu wchodzi 15 miejscowości:
| Polska nazwa miejscowości                  | Nazwa białoruska                    | Nazwa rosyjska               | Typ jednostki osadniczej |
| ------------------------------------------ | ----------------------------------- | ---------------------------- | ------------------------ |
| Bordziówka                                 | Бардзёўка (Bardzioŭka)              | Бордзевка (Bordziewka)       | wieś                     |
| Czepiele                                   | Чэпялі, Чапялі (Czepiali, Czapiali) | Чепели (Czepieli)            | wieś                     |
| Czerniewo                                  | Чэрнева (Czerniewa)                 | Чернево                      | wieś                     |
| Lasek                                      | Лясок (Lasok)                       | Лесок (Lesok)                | wieś                     |
| Łumno                                      | Лумна (Łumna)                       | Лумна                        | wieś                     |
| Mykszyce                                   | Мыкшыцы (Mykszycy)                  | Мыкшицы                      | wieś                     |
| Oberowszczyzna                             | Оберовщина (Obierowszczyna)         | Абяроўшчына (Abiaroŭszczyna) | wieś                     |
| Pahranicznaja (dawniej Hola)               | Пагранічная                         | Пограничная (Pogranicznaja)  | agromiasteczko           |
| Piszczatka (dawniej Piszczatka Połowiecka) | Пяшчатка (Piaszczatka)              | Песчатка (Piesczatka)        | wieś                     |
| Raśna                                      | Расна (Rasna)                       | Рясна (Riasna)               | agromiasteczko           |
| Suchodół                                   | Сухадол (Suchodoł)                  | Суходол                      | wieś                     |
| Tumin                                      | Тумін                               | Тумин                        | wieś                     |
| Wierzchy                                   | Вярхі (Wiarchi)                     | Верхи (Wierchi)              | wieś                     |
| Wołkowicze                                 | Воўкавічы (Woŭkawiczy)              | Волковичи (Wołkowiczi)       | wieś                     |
| Zabłocie                                   | Забалацьце (Zabałaćcie)             | Заболотье (Zabołot´je)       | wieś                     |

## Historia
W okresie międzywojennym miejscowości sielsowietu należały w większości do gminy Wysokie Litewskie, a Hola, Łumno, Piszczatka i Tumin do gminy Połowce, obie w powiecie brzeskim województwa poleskiego II Rzeczypospolitej.